# حصار اليمن
حصار اليمن من قبل الحوثيين يشير إلى الحصار البحري، البري والجوي الذي فُرض على اليمن من قِبل السفن الحربية السعودية في المياه الإقليمية اليمنية منذ عام 2015 إبان التدخل العسكري في اليمن نتيجة للأنقلاب الحوثي على الحكومة الشرعية ونهب ثروات اليمن مما تسبب في ازمة انسانية. انضمت الولايات المتحدة إلى الحصار في تشرين الأول/أكتوبر 2016 وزادت من دعمها للسعودية بالوقود والعتاد والأسلحة. جدير بالذكر هنا أن شدة الحصار زادت وارتفعت بعد تشرين الثاني/نوفمبر 2017 وذلك عقب إطلاق صاروخ من الحوثيين في اليمن نحو الرياض. سبَّب الحصار كارثة إنسانية على اليمنيين كما ساهم في تدهور مختلف القطاعات بسبب نهب جماعة الحوثي جميع ايرادات الدولة وارصدة تقدر ب 17 ترليون ريال وقطع المرتبات لاكثر من 8 متبعا التوجيهات الإيرانية التي نصت على أن يقوم بتجويع الشعب ونشر المجاعة في مناطق سيطرتهم إلى حد دفع منظمة الأمم المتحدة إلى إعلان أن أسوء مجاعة في العالم هي تلك التي يُواجهها اليمن والتي دفعت بالآلآف للقتال مع الحوثيين بحثا عن لقمة العيش . أما منظمة الصحة العالمية فقد أعلنت أن عدد الأشخاص المشتبه في إصابتهم بالكوليرا في اليمن قد وصل إلى ما يقرب من نصف مليون شخص.

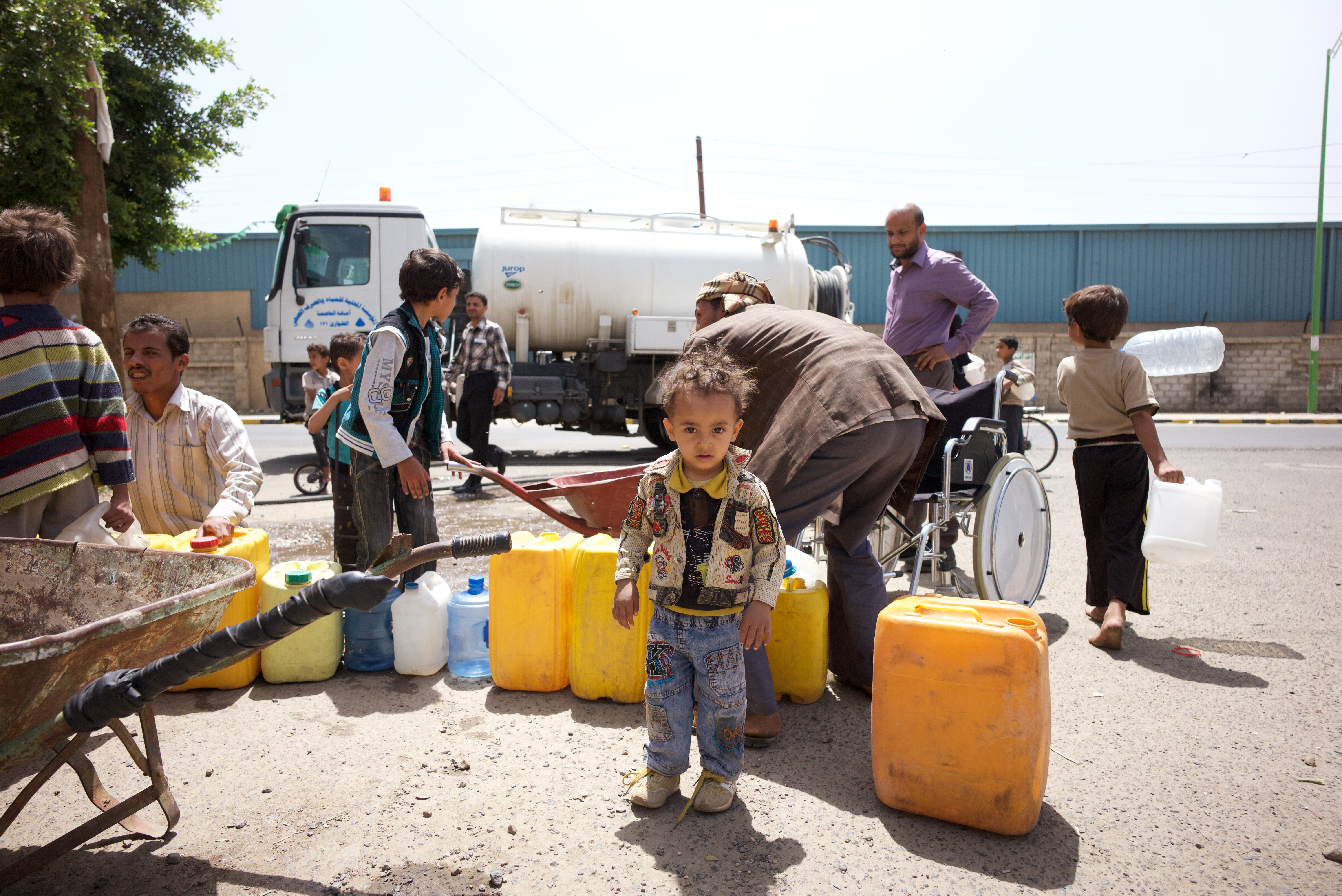
يُعد نقص المياه في اليمن أحد أبرز وأصعب المشاكل التي تُواجه اليمنيين، خاصة في ظل نقص المياه النظيفة وانتشار المياه الملوثة التي تسبب الكثير من الأمراض الخطيرة.

## الخلفية

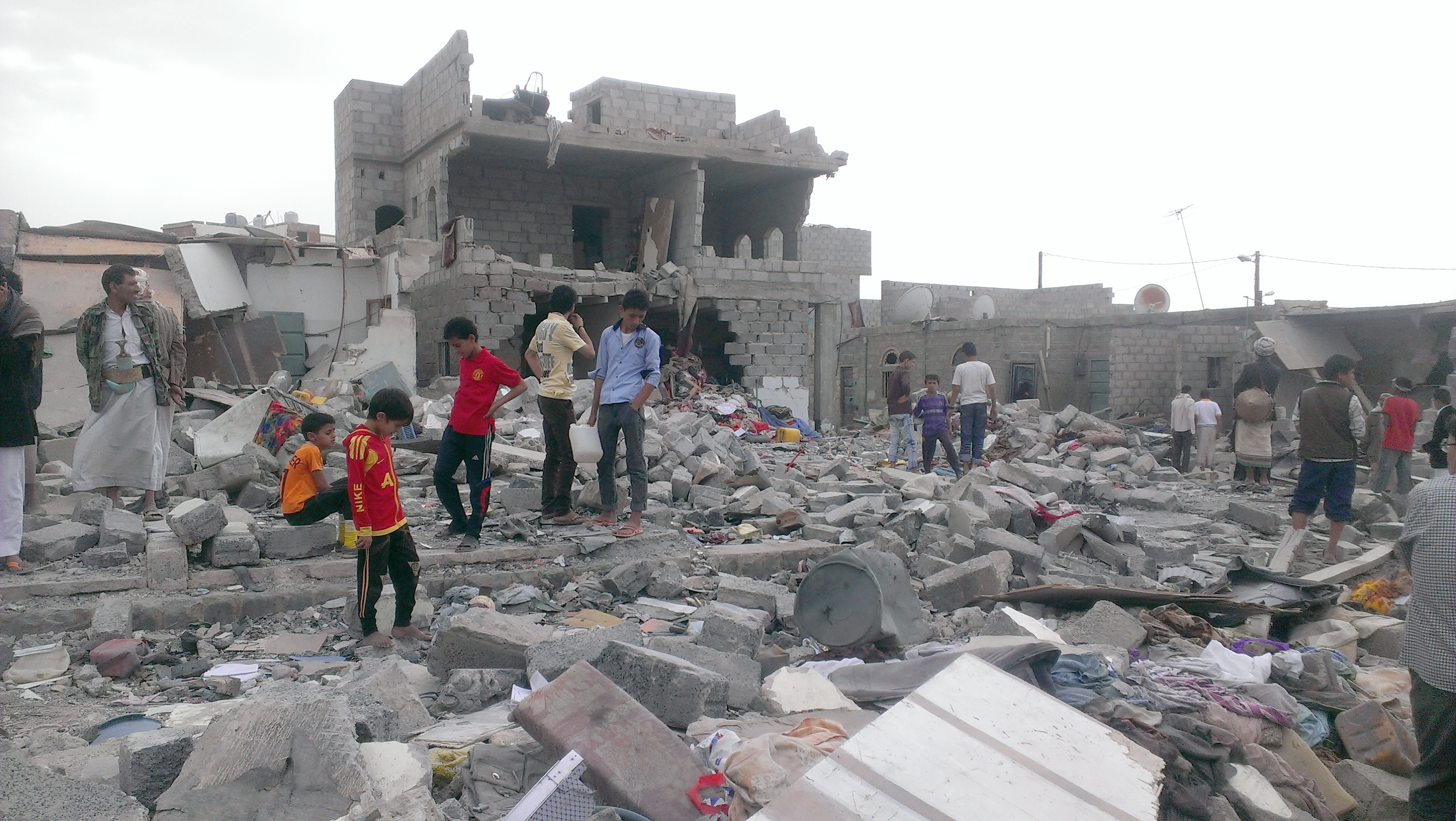
مشهد من الدمار في العاصمة اليمنية صنعاء بعد الضربات الجوية في 9 تشرين الأول/أكتوبر من عام 2015

بدأ التدخل العسكري بقيادة المملكة العربية السعودية في آذار/مارس 2015، حيث شكلت المملكة تحالفا مكونا من تسعة بلدان قادمة من الشرق الأوسط وأفريقيا وذلك من أجل التأثير على نتائج الحرب الأهلية في صالح حكومة الرئيس عبد ربه منصور هادي.
أُطلق على التدخل العسكري اسم «عملية عاصفة الحزم» وشملت الحملة قصف المنشئات الحوية التابعة للحوثي وفرض حصار بحري ثم نشر قوات برية في وقت لاحق. ونتيجة لذلك، قُتل العديد من الأبرياء من النساء والأطفال فضلا عن المقاتلين الحوثيين.
بعد 5 تشرين الثاني/نوفمبر 2017 انتشرت مجاعة وُصفت «بالخطيرة» في اليمن على الرغم من المساعدات السعودية والمساعدات القادمة من المنظمات الحقوقية والدولية. ازدادت حدة المجاعة بعد تشديد الحصار من قبل السعودية حيث حاصرت اليمن من البحر والجو والأرض. وفقا لمدير ميناء الحديدة فإن الميناء بات تحت سيطرة الحوثيين إلا أن الدواء والغذاء ومعظم المساعدات لا تدخل المدينة بسبب غارة جوية سعودية دمرت الرافعات الصناعية في الميناء بتاريخ آب/أغسطس 2015.

## النقص في المواد

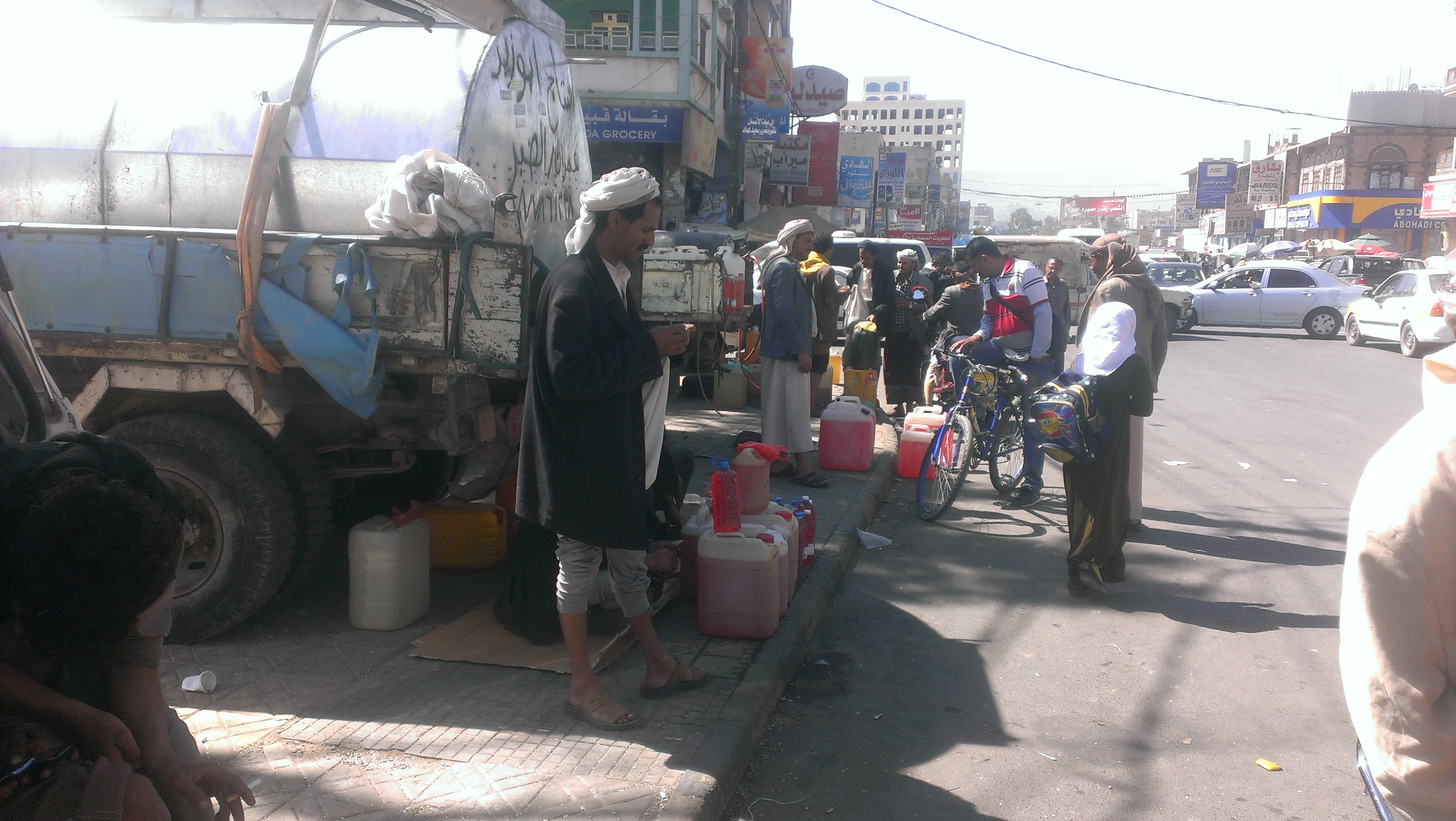
بيع الوقود في السوق السوداء كوسيلة لبعض المواطنين من أجل إطعام أسرهم في ظل فشل اليمن بسبب العجز الاقتصادي والحرب الأهلية.

نتيجة الحصار هناك نقص حاد في المستلزمات الضرورية مثل الغذاء والماء والوسائل الطبية؛ فعلى سبيل المثال لا الحصر معظم الأطفال في اليمن مُعرضون لخطر الإصابة بأمراض يُمكن وصفها بالفتاكة نتيجة نقص الماء الصالحة للشرب وانتشار الماء الملوث.
تصل لليمن كمية محدودة من المساعدات عبر سفن التفريغ في حين لا يصل الجزء الأكبر من المساعدات إلا نادرا وعبر سفن تجارية بحثة. في الحقيقة أثر هذا الحصار كثيرًا على اليمنيين وجعلهم يُعانون في صمت (في ظل أوضاع أخرى أكثر مأساوية في نفس المنطقة)، وعلى الرغم من توسلات المنظمات الدولية وتهديدات المنظمات الحقوقية إلا أن الوضع لا زال كما هو عليه منذ عام 2015 خاصة أن السعودية وعدت بالاستثمار في مجال الإغاثة الإنسانية لكنها لم تفعل ذلك بعد بسبب تشبث الحوثي بالسلطة.

## دور الولايات المتحدة

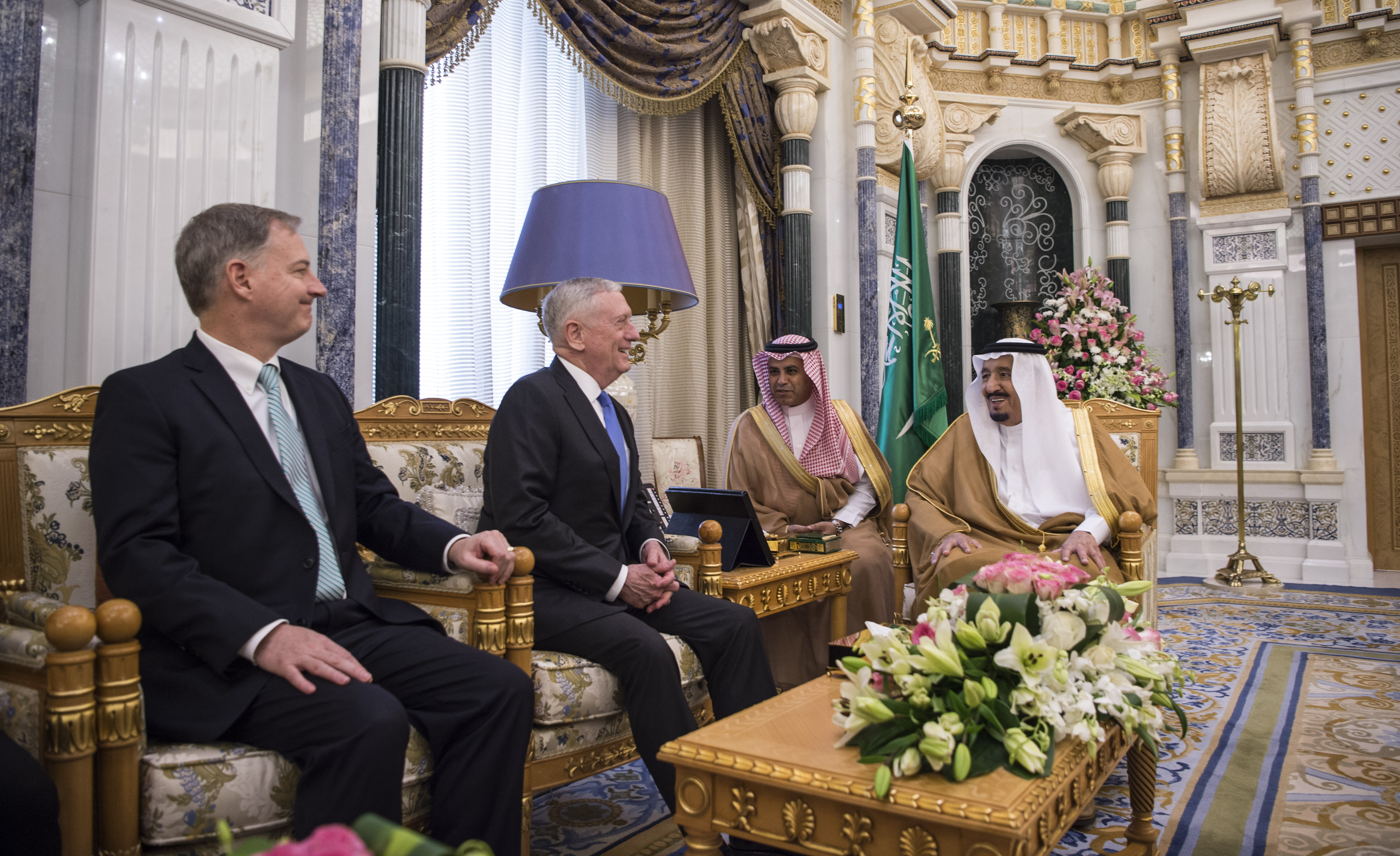
وزير الدفاع الأمريكي جيمس ماتيس رفقة الملك سلمان بن عبد العزيز آل سعود في الرياض يوم 19 نيسان/أبريل 2017

على الرغم من أن الولايات المتحدة تأمل في أن تظهر الدور الإيجابي في الصراع؛ إلا أن الرئيس ترامب طلب من السعودية السماح بإيصال المساعدات الإنسانية إلى داخل اليمن،  لكن وبالرغم من ذلك فالولايات المتحدة دعمت التحالف العربي وشجعته على الدخول في الحرب بل ساندته في عملية الحصار على اليمن منذ آذار/مارس 2015. تُقدم واشنطن الدعم اللوجستي والاستخباراتي من قبل خلية تخطيط مشتركة تم إنشاؤها رفقة المملكة العربية السعودية التي تدير وتتزعم الحرب.
في الوقت نفسه ذكرت منظمات دولية أن الحصار الذي فرضته السعودية بدعم من الولايات المتحدة (والمملكة المتحدة) قد أثر على حوالي 80٪ من السكان الذين هم في حاجة ماسة إلى الأمور الحيوية مثل الغذاء والماء والإمدادات الطبية. بدأت المملكة العربية السعودية في تنفيذ ضرباتها الجوية وقد اعتمدت في هذا على تقارير استخباراتية من الولايات المتحدة التي زادت دعمها لحليفتها السعودية من خلال تزويدها بالوقود وبصور الأقمار الصناعية وبكل العتاد الحربي بما في ذلك الأسلحة والطائرات. جذير بالذكر هنا أن الولايات المتحدة أرسلت سفنا حربية بهدف تعزيز الحصار. دعمت الولايات المتحدة الجهود الرامية إلى حل السلام لكنها وفي نفس الوقت واصلت مبيعات الأسلحة والمساعدة التقنية. وكانت منظمة العفو الدولية قد حثت الولايات المتحدة والمملكة المتحدة على وقف توريد الأسلحة إلى التحالف الذي تقوده السعودية.
كما اعتبرت نفس المنظمة الولايات المتحدة شريك غير مباشر في الحرب وفي الحصار على اليمن،  نفس الأمر ذكره زعماء حركة أنصار الله الذين أكدوا على أن السعودية مجرد «أداة لتنفيذ الأوامر» وأن السبب الرئيس في هذا العدوان على اليمن هي الولايات المتحدة وحليفتها إسرائيل.

## دور المملكة المتحدة
على الرغم من أن بريطانيا العظمى دعت المملكة العربية السعودية إلى تخفيف الحصار على اليمن ثم خصصت الحكومة البريطانية مبلغ 4 ملايين جنيه إسترليني للمساعدة في تلبية الاحتياجات الطارئة، إلا أنها قد تلقت انتقادات واسعة بسبب دورها غير المباشر في حرب اليمن؛ حيث تُواصل بيع الأسلحة وتُعتبر اليوم واحدة من أبرز بائعي الأسلحة للمملكة العربية السعودية التي تستعملها في «مستنقع اليمن». بالإضافة إلى ذلك سرَّبت مجموعة من الصحف الكثير من المعلومات السرية حول تدريب الجيش البريطاني للقوات السعودية بشكل سري من أجل القتال في اليمن. في الوقت الحالي؛ هناك 50 مستشار عسكري بريطاني في اليمن يقومون بتوجيه القوات السعودية ودراسة المعركة كما يقومون بتزويد المملكة بكل المعلومات والمهارات التي تحتاجها.

## رد فعل الأمم المتحدة
وفقا لوكالة فرانس برس فإن الأمم المتحدة دعت التحالف الذي تقوده السعودية مرارا وتكرار بضرورة الوقف والإنهاء الفوري للحصار الذي تفرضه على كامل المناطق اليمنية. وكانت منظمة الصحة العالمية قد أعلنت في وقت سابق أن مرض الدفتريا بات يُشكل خطرا على السكان في اليمن بعدما انتشر بسرعة «رهيبة» في 13 محافظة. ليس هذا فقط؛ فالتحالف بقيادة السعودية قام بإغلاق كل الممرات البحرية والجوية والبرية وذلك بعد الهجمات الصاروخية التي نفذتها جماعة أنصار الله على مدينة الرياض في 6 تشرين الثاني/نوفمبر 2017، ولم تسمح قوات التحالف أيضا بوصول المساعدات الدولية للشعب اليمني عقابا لهم ومخافة من وصول أسلحة إيرانية الصنع لصنعاء. ووفقا لتقارير الأمم المتحدة نفسها، هناك ما يقرب من مليون يمني قد تضرر بشكل مباشر أو غير مباشر من الكوليرا في حين تُوفي أكثر من 2200 شخصا بسبب هذا المرض. كل هذه الأمور أدت في نهاية المطاف إلى اندلاع احتجاجات ضد الحصار والضغط أكثر على الأمم المتحدة التي ناشدت المملكة العربية السعودية والتحالف العسكري الذي تقوده بضرورة رفع الحصار المفروض على اليمن.

## حصار الميناء

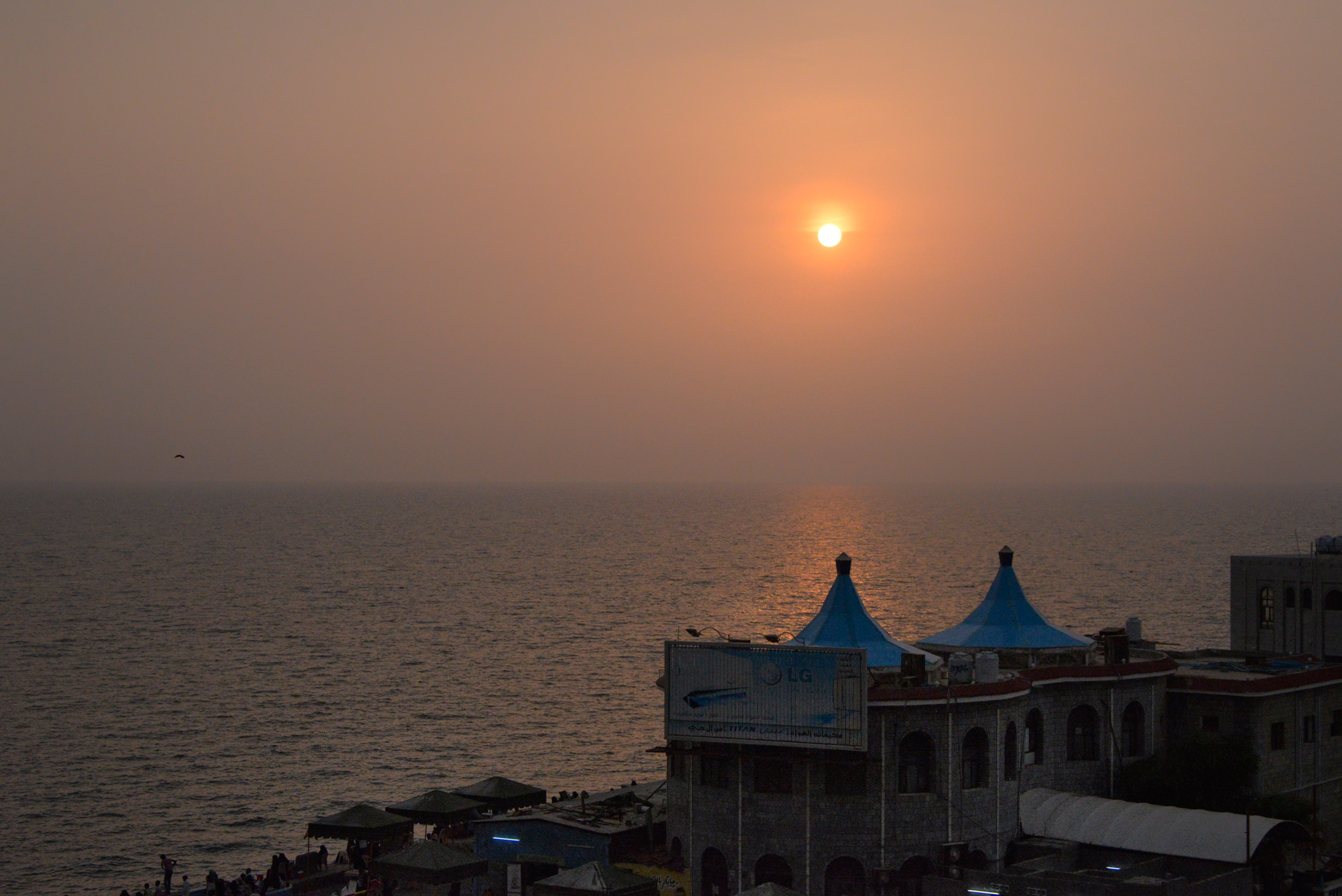
انعدام السفن في مدينة الحديدة على الرغم من المطالبات برفع الحصار من أجل تمكين دخول المساعدات الإنسانية وإمدادات الإغاثة والسفن التجارية

على الرغم من أن المملكة العربية السعودية تعهدت في 20 كانون الأول/ديسمبر 2017 برفع الحصار لمدة شهر،  إلا أن ذلك لم يحصل فلم تحصل اليمن على أي معونة أو مساعدات خارجية عبر ميناء الحديدة الذي يعتبر الميناء الرئيسي في اليمن. بعد أن قام المقاتلين الحوثيين بإطلاق صاروخ باتجاه عاصمة المملكة العربية السعودية في 4 تشرين الثاني/نوفمبر 2017، زاد السعودية من حصارها فمنعت اليمنيين من الدخول أو الخروج لا برا ولا أرضا ولا حتى جوا. رفض المسؤولون السعوديون رفع الحصار المفروض على الحديدة وأكدوا على أن جماعة الحوثي ستواصل استهدافهم لو تم هذا الأمر. في تلك الأثناء ذكرت الرياض أن «ميناء الحديدة سيبقى مفتوحا في وجه المساعدات الإنسانية وإمدادات الإغاثة كما سيُسمح للسفن التجارية بالدخول بما في ذلك تلك المحملة بالوقود والغذاء لمدة 30 يوما». بعد أسبوعين عادت المملكة العربية السعودية لسياستها القديمة؛ حيث منعت كل السفن من الدخول للحديدة بما في ذلك تلك المحملة بالمساعدات.

## تهديدات زعيم الحوثيين

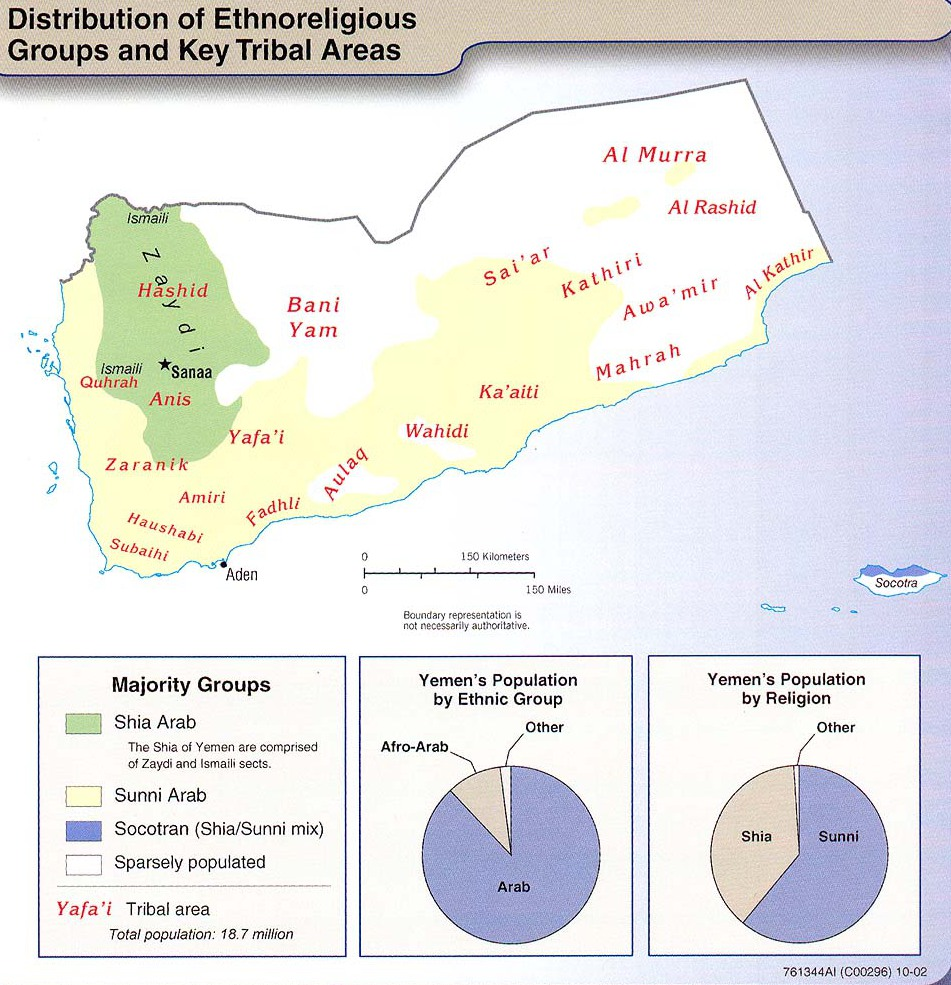
نسبة المجموعات الدينية في اليمن عام 2002 مع ملاحظة أن الزيدية والشيعة وأتباعها تُشكل أكثر من 42% من المسلمين في اليمن.

تعهد عبد الملك الحوثي زعيم حركة أنصار الله برد فعل من خلال هجمات انتقامية ضد من سماها دول الحصار. بعدما رفضت المملكة العربية السعودية إنهاء الحصار وفكه عن جميع الموانئ البحرية والبرية؛ استهدف الحوثيون من خلال صاروخ سكود مطار الملك خالد الذي يقع على بعد خمسة وثلاثين كيلومترا إلى الشمال من الرياض عاصمة السعودية وفي رد فعل غاضب من المملكة العربية السعودية قامت بشن حملة قصف جوي عنيفة على اليمنيين. وكان عبد الملك الحوثي قد أكد أنه على علم بأن الأهداف في السعودية وأنه يُمكن الوصول لها بسهولة.
تعهد أيضا زعيم حركة أنصار الله أن المملكة العربية السعودية والإمارات العربية المتحدة سيُستهدفان بمجموعة من الصواريخ اليمنية كما سيتم قصف أهدافهم بطائرات بدون طيار. حذر عبد الملك أيضا الشركات والمستثمرين في الإمارات العربية المتحدة ودعاهم إلى الانسحاب وإلى عدم اعتبار الإمارات بلدا آمنا وقال أيضا أن «الغزاة» يجب عليهم التفكير جيدا قبل ارتكاب عدوان جديد في حق مدينة الحديدة هذا إن هم أرادوا حماية ناقلات النفط.

## الخلفية القانونية
وفقا للقانون الدولي الذي يتعلق بالحصار البحري لدولة/منطقة ما فإن التدابير التي اتخدت من قبل قوات التحالف بقيادة المملكة العربية السعودية لا تصل حد الحصار البحري بالمعنى القانوني. وكان مجلس الأمن التابع للأمم المتحدة قد أصدر القرار رقم 2216 في 14 نيسان/أبريل 2015 والذي ذكر فيه أن ما قامت به السعودية لم يصل لمرتبة الحصار البحري. لكن وفي المقابل فدول التحالف تسببت في مجاعة خانقة كما سببت نقصا في المواد والسلع الضرورية وذلك بسبب التدابير التي اتخدتها قبالة سواحل اليمن وهذا في حد ذاته يُعتبر انتهاكا للقانون الإنساني الدولي.